# Heiko Müller (Politiker)
Heiko Müller (* 24. Januar 1959 in Berlin-Spandau) ist ein deutscher Ingenieur und Politiker (SPD). Er war von 2007 bis 2023 Bürgermeister von Falkensee und war zuvor Abgeordneter im Landtag Brandenburg.

## Leben und Beruf
Nach dem Abitur 1977 an der Erweiterten Oberschule in Falkensee leistete Müller zunächst Grundwehrdienst bei der Nationalen Volksarmee (NVA). Er nahm 1979 ein Studium des Maschineningenieurwesens und der Schiffstechnik an der Wilhelm-Pieck-Universität Rostock auf, das er 1984 als Diplom-Ingenieur/Schiffskonstrukteur abschloss. Anschließend arbeitete er bis 1990 als Forschungs-Konstrukteur und Softwareentwickler im Plastverarbeitungswerk Staaken.
Müller war von 1990 bis 1992 Softwareentwickler in einem Computerunternehmen in Potsdam und von 1992 bis 2000 Geschäftsführender Gesellschafter einer Firma in der Computerbranche. Von 2000 bis 2007 war er Geschäftsführer und Inhaber einer Softwarefirma.

## Partei
Müller trat 1989 zunächst in das Neue Forum ein, wechselte von dort zur SDP und wurde schließlich Mitglied der SPD. Von 1992 bis 1994 war er Vorsitzender des SPD-Ortsvereins Falkensee.

## Abgeordneter
Müller war von 1990 bis 1993 Kreistagsmitglied des Kreises Nauen und wurde 1993 in den Kreistag des Kreises Havelland gewählt. In beiden Parlamenten fungierte er als Vorsitzender der SPD-Fraktion. Dem Brandenburger Landtag gehörte er von 1994 bis zu seiner Mandatsniederlegung am 31. Oktober 2007 an. Hier war er von 1999 bis 2007 Vorsitzender des Wirtschaftsausschusses. Nach Müllers Ausscheiden rückte Ravindra Gujjula in den Landtag nach.

## Öffentliche Ämter
Müller war vom 1. November 2007 bis zum 31. Oktober 2023 Bürgermeister der Stadt Falkensee.